# Dahisma
Dahisma est une localité située dans le département de Kaya de la province du Sanmatenga dans la région Centre-Nord au Burkina Faso.

## Géographie
Dahisma est située à 7 km au sud-est du centre de Kaya, la principale ville de la région. Le village est traversé par la route nationale 15 reliant à Kaya à Boulsa.

## Éducation et santé
Le centre de soins le plus proche de Dahisma est le centre hospitalier régional (CHR) de Kaya.
Dahisma possède une école primaire privée.